# Baluster

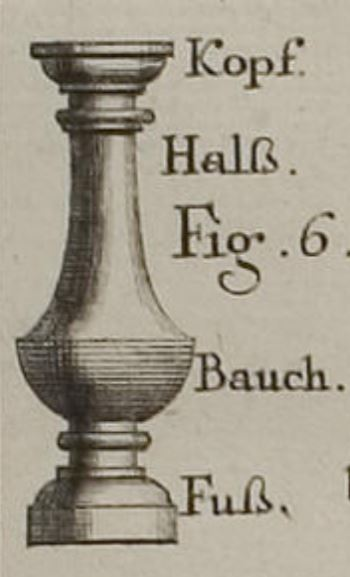
Baluster mit den im 18. Jahrhundert gebräuchlichen Körperteil-Bezeichnungen (Johann Friedrich Penther, 1744)

Der Baluster (auch die Docke, Tocke) ist ein untersetztes Säulchen von rundem oder eckigem Querschnitt mit stark profiliertem Schaft. Baluster kommen selten einzeln vor, etwa als stelenartiger Untersatz oder Möbelfuß; häufig werden sie in Reihe als Balustrade verwendet.

## Begriffsherkunft
Der Begriff Baluster rührt vom französischen balustre, bzw. vom gleichbedeutenden italienischen balaustro und geht zurück auf das altgriechische βαλαύστριον / balaustion = Blüte des wilden Granatapfelbaums, unreifer Granatapfel.
Der Begriff Docke stammt vom mittelhochdeutschen tocke =  Bündel, Walze. In der Kunstsprache verschiedener Handwerke hielt sich der Begriff Docke auch als „Zapfen oder Säule von Holz“.

## Formen und Materialien
Das unsymmetrische Profil des klassischen Balusters übernimmt die schwellende und sich nach oben verjüngende Form des unreifen Granatapfels. Die Teile des Balusters wurden von unten nach oben als Fuß, Bauch, Hals und Kopf bezeichnet. Von diesem klassischen Profil abgeleitet gibt es zahllose formale Variationen, die sich teilweise völlig von der ursprünglichen Granatapfelform lösen, jedoch alle eine schwellende oder sich verjüngende Form aufweisen und sich dadurch vom gemeinen und schlankeren Geländerstab absetzen.
Der barocke Architekturtheoretiker Johann Friedrich Penther beschrieb die Gestalt eines Balusters 1744 so: „ist ein niedriges Säulchen, nicht viel über 3 Fuß hoch, mit allerhand Ausschweiffung, Bauchung und Einziehung gemacht, auch mit Simswerck, Laubwerck und dergleichen Zierrathen versehen.“ Verschiedentlich ist versucht worden, die Balusterformen entsprechend den klassischen Säulenordnungen zu unterscheiden.
Das Material der Baluster ist – wie bei den Balustraden – nach dem Verwendungszweck und den Verfügungsmöglichkeiten verschieden, doch schon in der historistischen Architektur um 1900 wurden Baluster und Docken nur noch in seltenen Fällen aus kostspieligem Naturstein hergestellt. Daher wurden schon zu dieser Zeit zumeist Terrakotten oder Kunststein („gefärbter Zement“) verwendet. Neuere Baluster sind aus Beton gefertigt. Ferner gab es gedrehte und gedrechselte Baluster aus Holz sowie solche aus Stuckmarmor oder selten aus Metall (Bronze, Gusseisen).

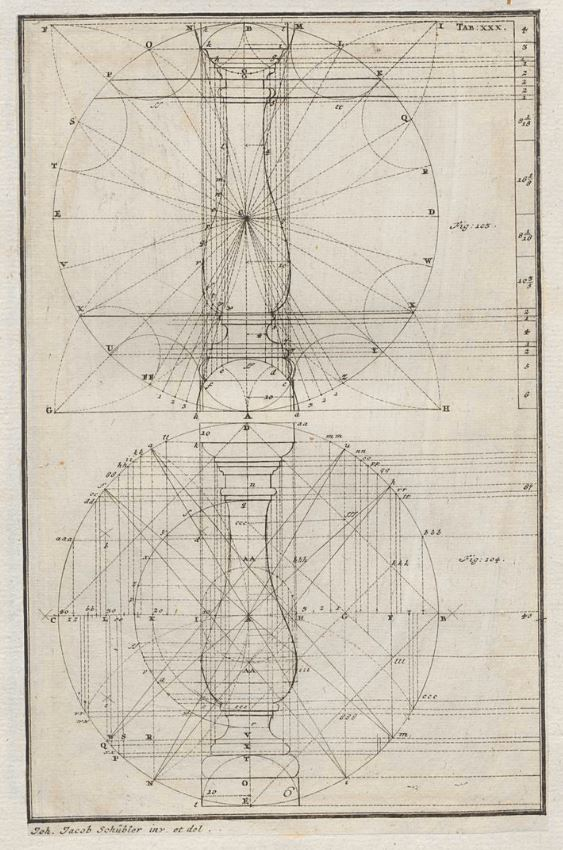
Baluster-Proportionsstudien (Johann Jacob Schübler, 1786[4])
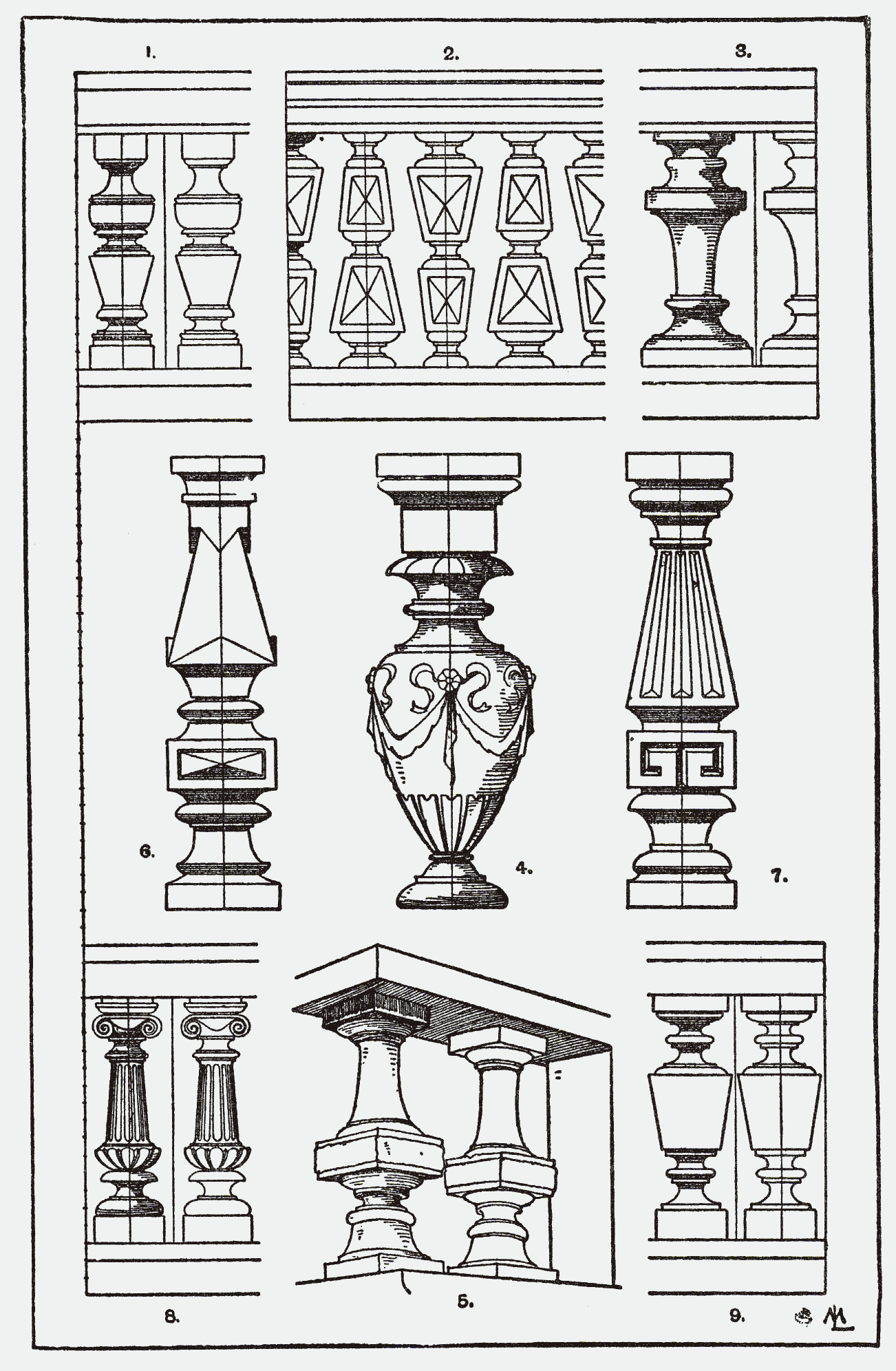
Balusterformen (Franz Sales Meyer, 1886[13])
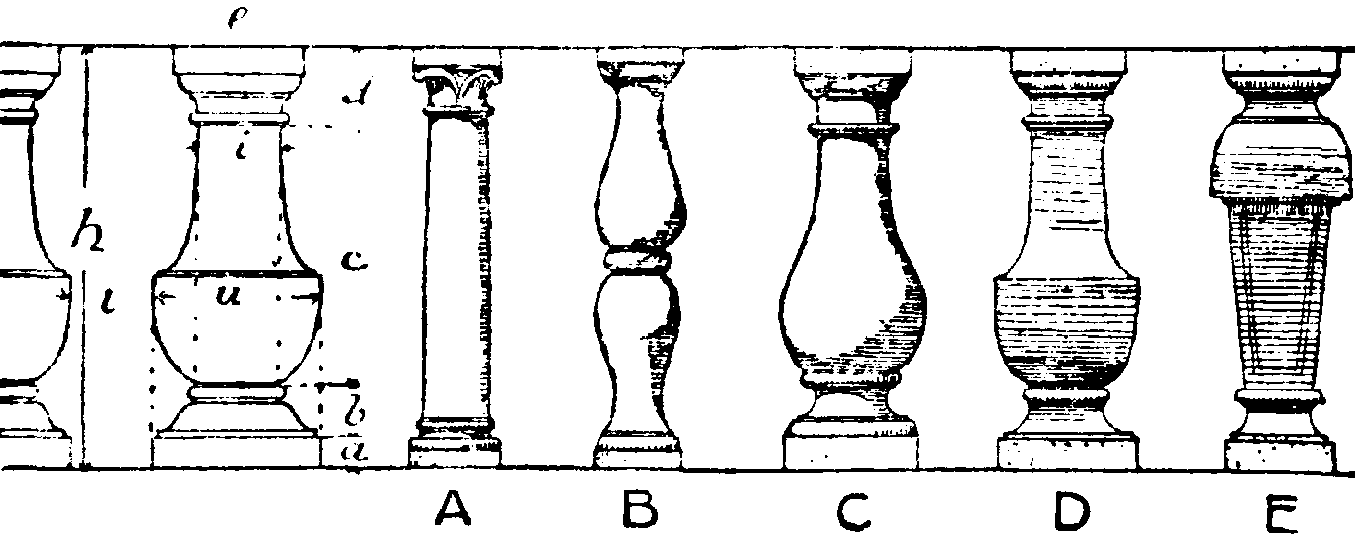
Balusterformen (A ist eine Säule)
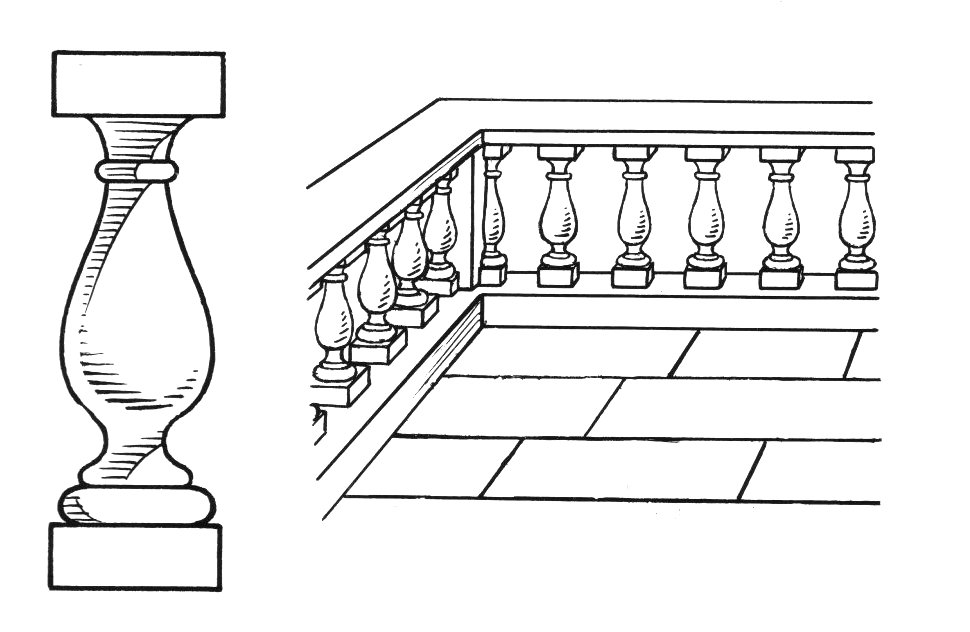
Baluster und Balustrade

## Verwendung und Geschichte
In der Architektur fanden Baluster erst in der Renaissance als tragende Elemente eines Geländers oder als Eckzieraufsätze Verwendung.
In der Möbelkunst dienen gedrechselte Baluster seit der Antike als Tisch- und Stuhlbeine für Repräsentationsmöbel.

Beispiele
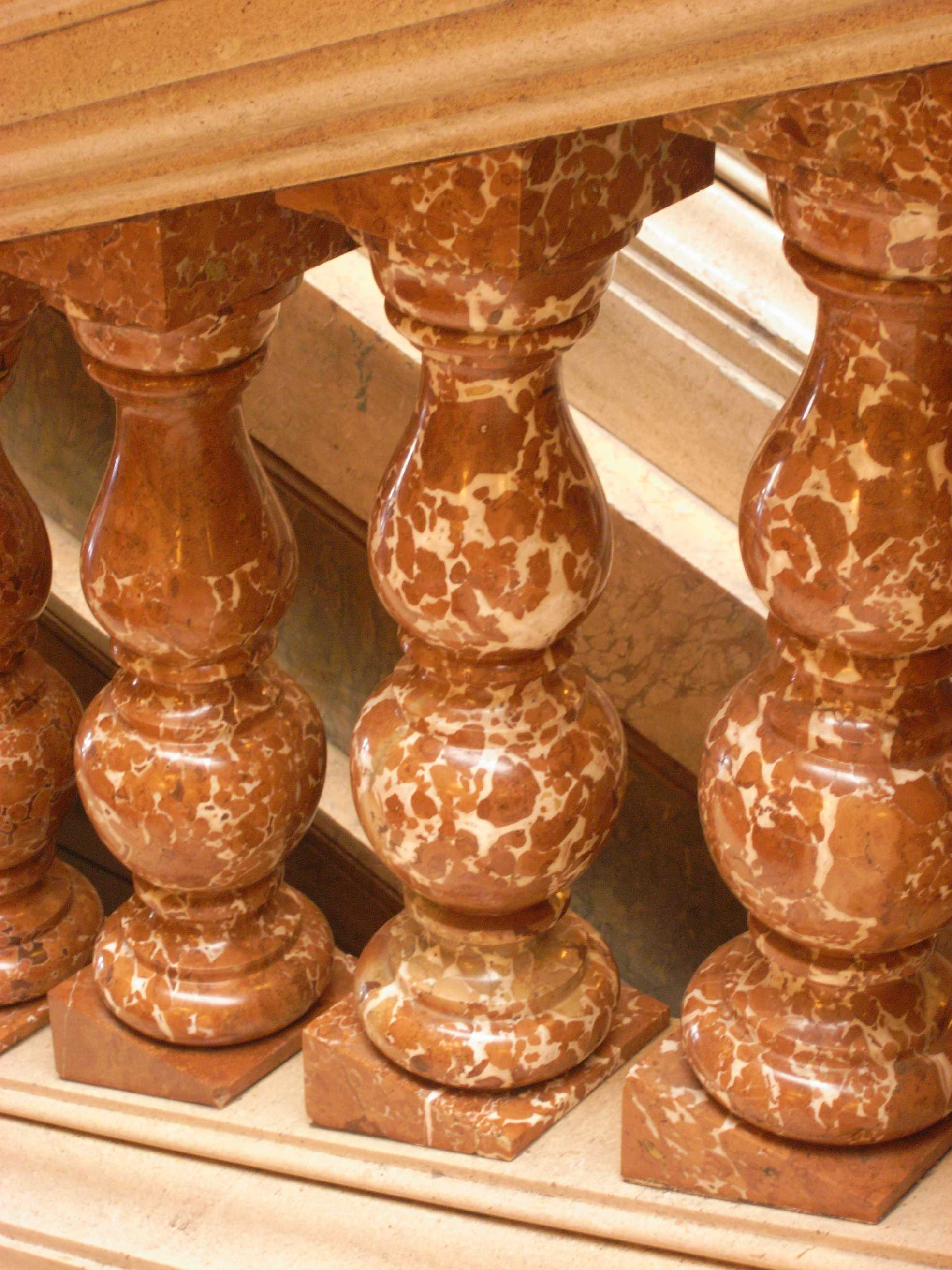
Baluster eines Treppengeländers (Haupttreppe des Nationalmuseums in Prag, 1885–1891; Material: Adneter Rotscheck)
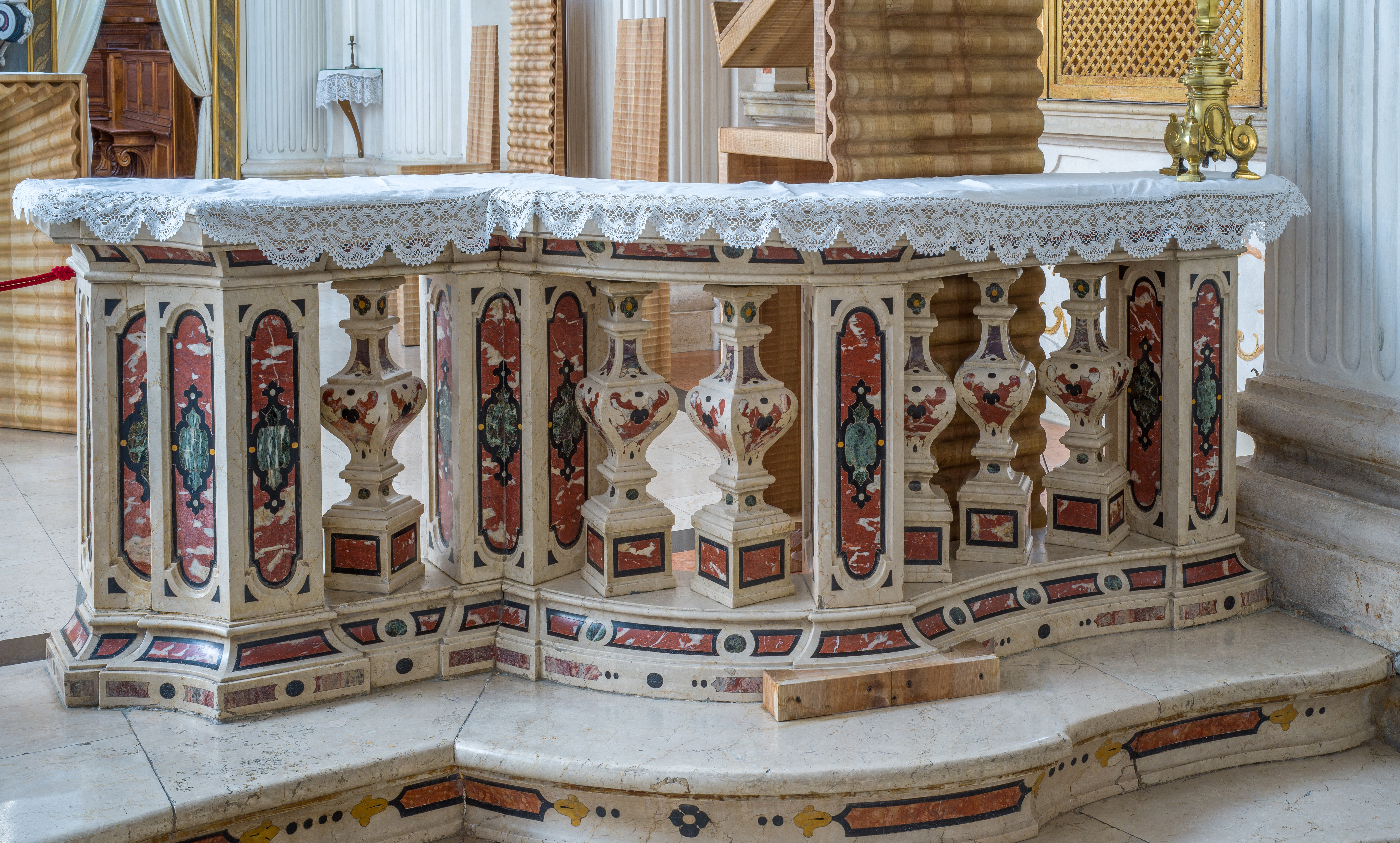
Baluster in der Balustrade einer barocken Chorschranke (San Gaetano, Brescia)
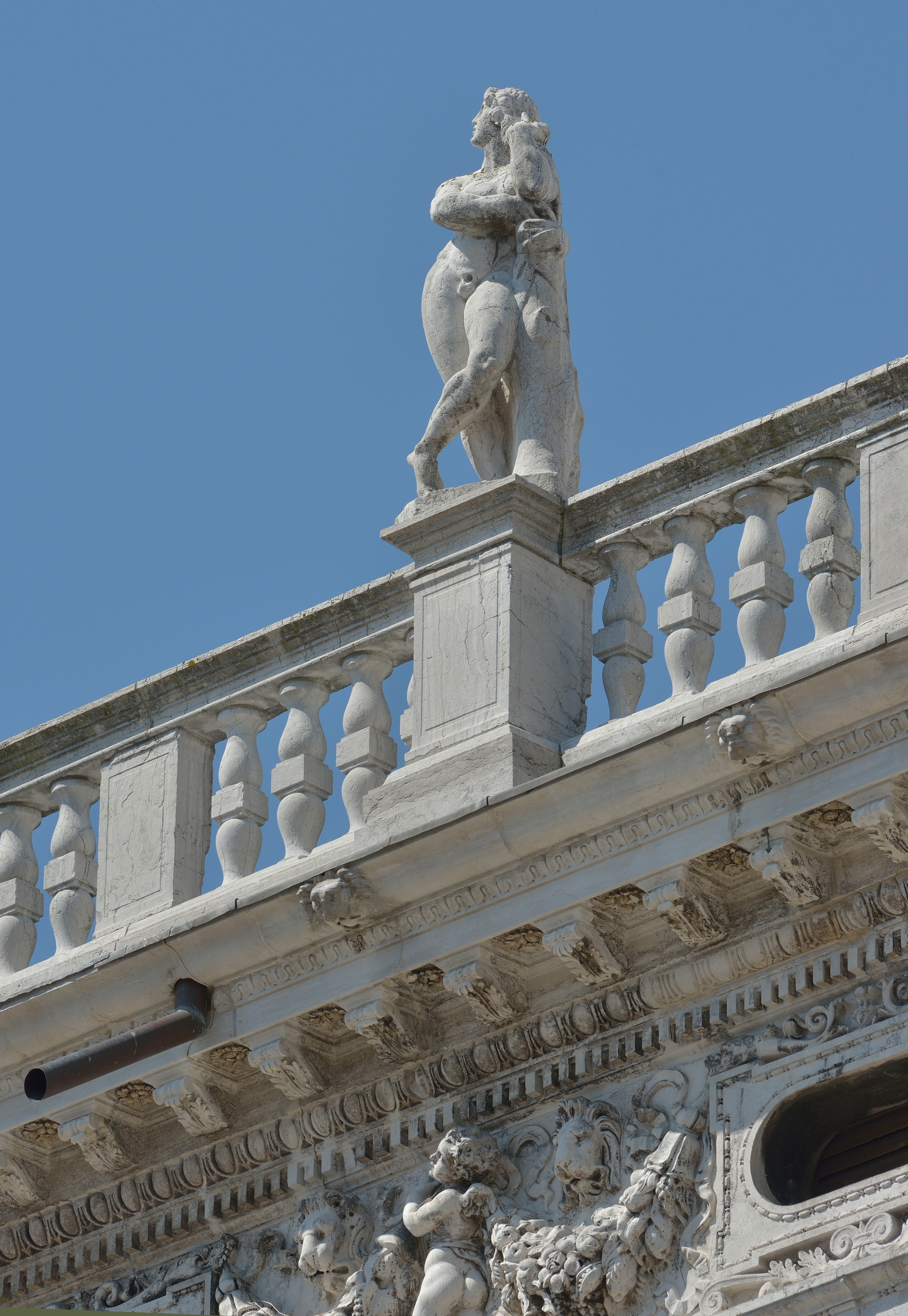
Baluster in der Balustrade einer Attika (Biblioteca Marciana, Venedig)
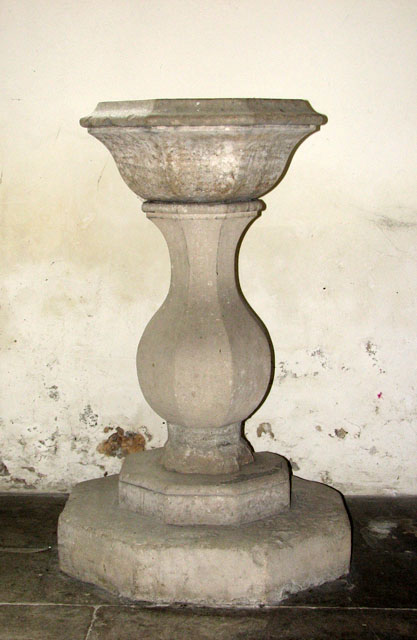
Baluster als Träger eines Taufbeckens (St. Andrew’s, Northwold)
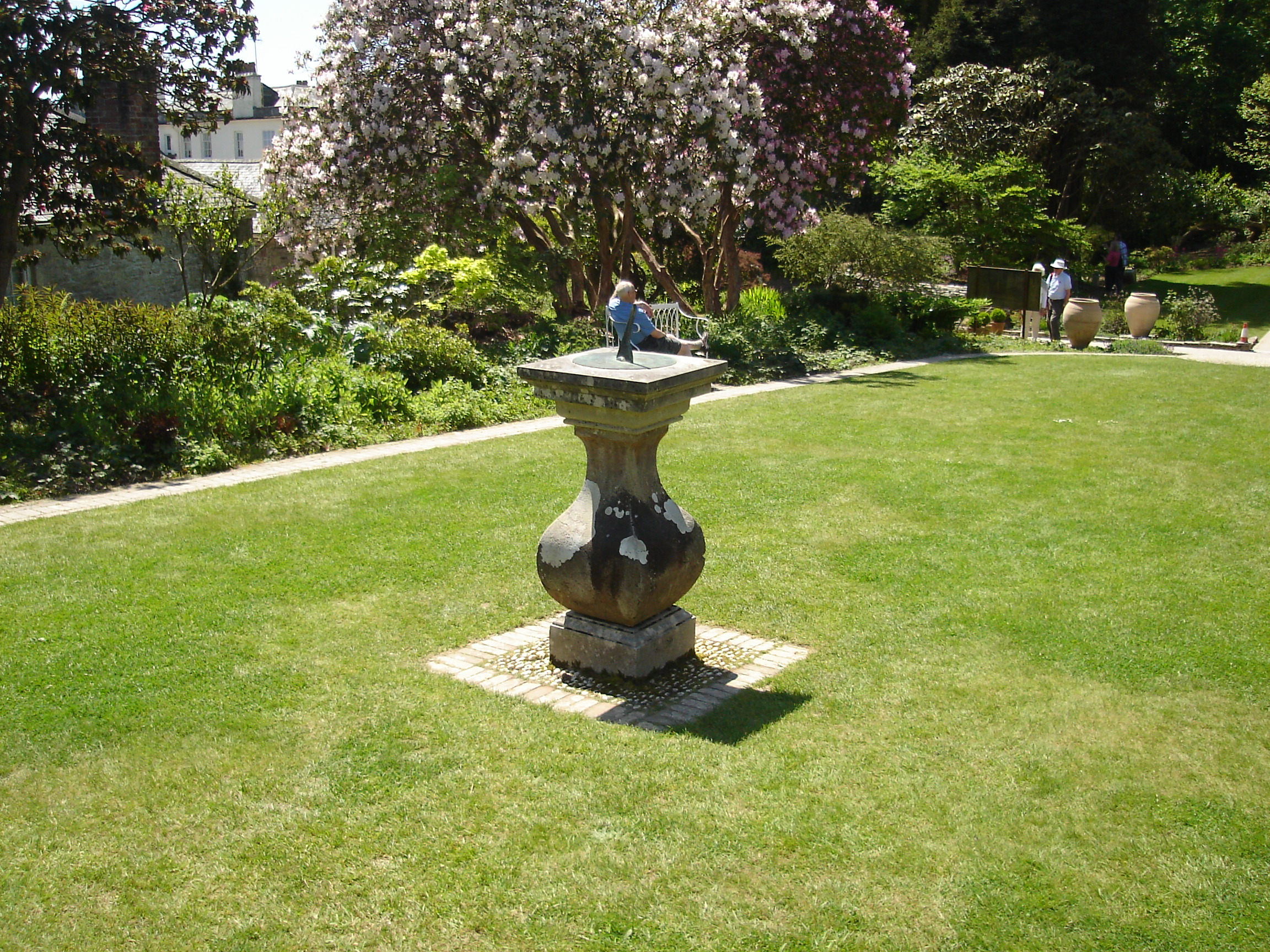
Baluster als Untersatz einer Sonnenuhr (Lost Gardens of Heligan, Cornwall)
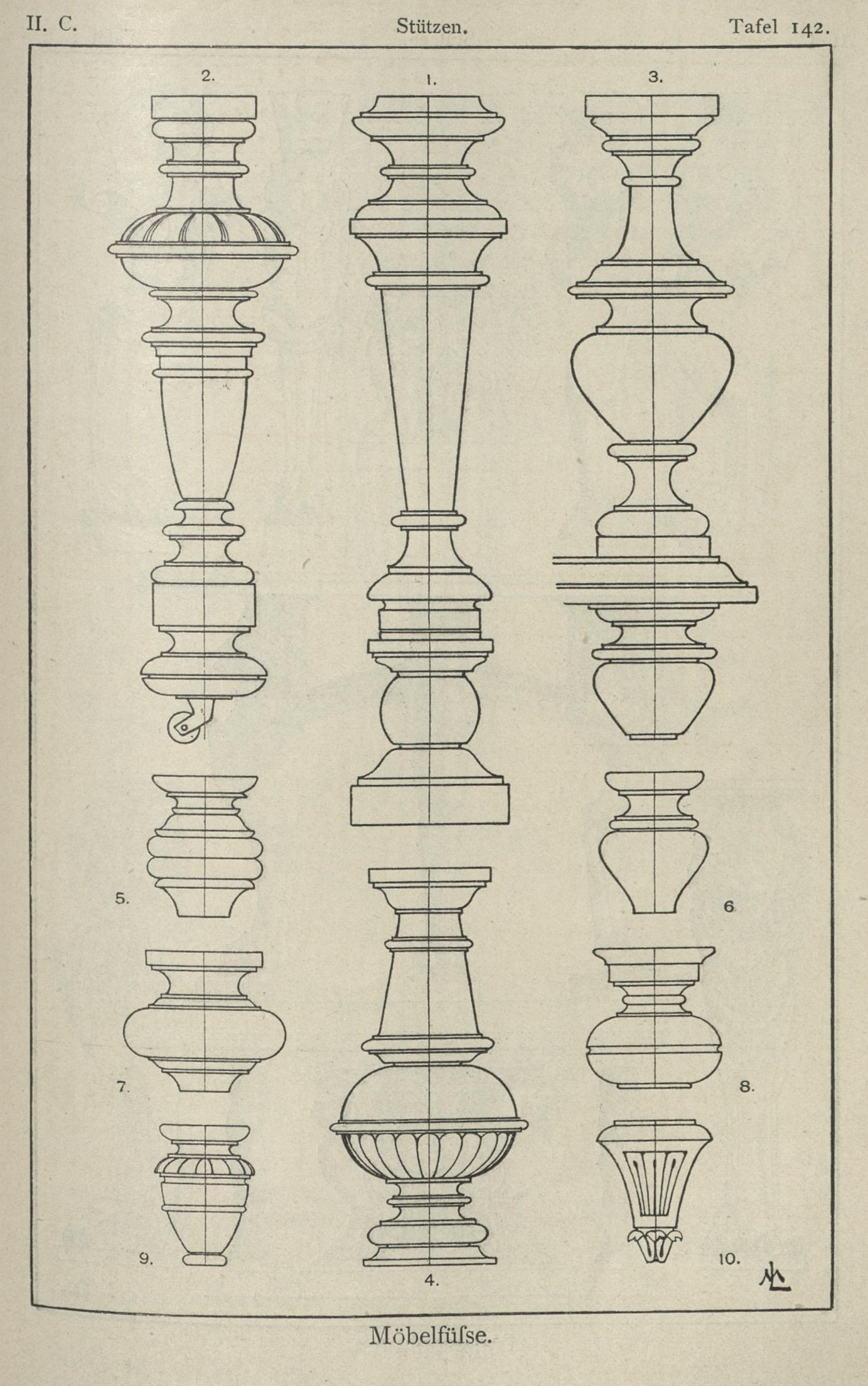
Baluster als Möbelfüße (Franz Sales Meyer, 1888[14])